# Metrichia argentinica
Metrichia argentinica är en nattsländeart som beskrevs av Schmid 1958. Metrichia argentinica ingår i släktet Metrichia och familjen smånattsländor. Inga underarter finns listade i Catalogue of Life.